# Anthony Kennedy (senator)

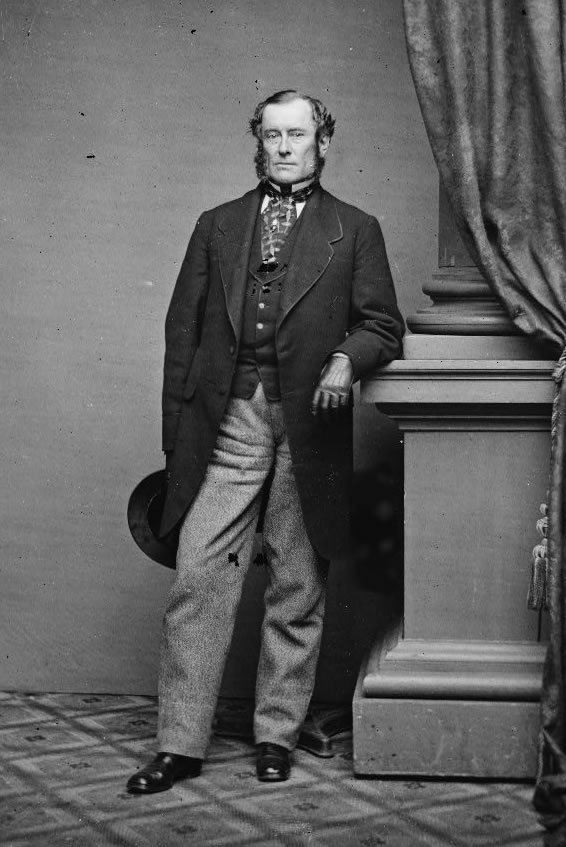
Anthony Kennedy

Anthony Kennedy, född 21 december 1810 i Baltimore, Maryland, död 31 juli 1892 i Annapolis, Maryland, var en amerikansk politiker. Han representerade delstaten Maryland i USA:s senat 1857-1863. Han var bror till John P. Kennedy.
Kennedy studerade juridik i Virginia och gick med i Whigpartiet. Han var ledamot av Virginia House of Delegates, underhuset i delstatens lagstiftande församling, 1839-1843. Han kandiderade 1844 utan framgång till USA:s representanthus.
Kennedy flyttade 1851 tillbaka till Maryland och bytte sedan parti till Knownothings. Han var 1856 ledamot av Maryland House of Delegates, underhuset i Marylands lagstiftande församling. Han efterträdde 1857 Thomas Pratt som senator för Maryland. Han var knownothing i 35:e samt 36:e kongressen och efter det partiets nedgång var han unionist i USA:s 37:e kongress. Han efterträddes 1863 i senaten av Reverdy Johnson.
Kennedy var 1867 delegat till Marylands konstitutionskonvent och lämnade sedan politiken. Han var verksam som jordbrukare i närheten av Ellicott City.
Kennedy var anglikan och han gravsattes på Green Mount Cemetery i Baltimore.